# Kößlmühle
Kößlmühle ist eine Einzelsiedlung in der nördlichen Oberpfalz und Ortsteil der Stadt Vohenstrauß.

## Geographische Lage
Die Einöde liegt am westlichen Ortsrand der Stadt Vohenstrauß am Ufer des Leraubaches.

## Geschichte
Auf der Karte von Christophorus Vogel aus dem Jahr 1600 ist Kößlmühle (auch Keselmühl) verzeichnet.
Im 18. Jahrhundert gehörte sie zur Herrschaft Waldau. Sie hatte ein Anwesen und gehörte zu Altenstadt.
Die Grenze zwischen dem Amt Vohenstrauß und der Herrschaft Waldau verlief durch die Kößlmühle.
Kößlmühle gehörte zum 1808 gebildeten Steuerdistrikt Altenstadt. Zu diesem gehörten neben Altenstadt selbst Obertresenfeld, Untertresenfeld, Fiedlbühl, Kößlmühle, Oelschlag, Papiermühle.
1830 sind Kößlmühle und Papiermühle als zu Altenstadt gehörig belegt.
Im Zuge der Gebietsreform in Bayern kam Kößlmühle 1972 durch die Eingliederung der Gemeinde Altenstadt b.Vohenstrauß zur Stadt Vohenstrauß.

## Einwohnerentwicklung in Kößlmühle ab 1838
| Jahr | Einwohner | Wohngebäude |
| ---- | --------- | ----------- |
| 1838 | 10        | 1           |
| 1871 | 6         | k. A.       |
| 1885 | 10        | 1           |
| 1900 | 10        | 2           |
| 1913 | 11        | 1           |
| 1925 | 7         | 1           |

| Jahr | Einwohner | Wohngebäude |
| ---- | --------- | ----------- |
| 1950 | 6         | 1           |
| 1961 | 5         | 1           |
| 1970 | 4         | k. A.       |
| 1987 | 0         | 1           |
| 2011 | 5         | k. A.       |